# Zespół delecji 2q37
Zespół delecji 2q37 (ang. 2q37 deletion syndrome) – zespół wad wrodzonych spowodowanych nieprawidłowością cytogenetyczną, jaką jest delecja fragmentu długiego ramienia chromosomu 2.
Na obraz zespołu składają się opóźnienie umysłowe, cechy dysmorficzne twarzy, niskorosłość, guz Wilmsa i brachydaktylia.